# Louis Noverraz
Louis Noverraz (10 de maio de 1902 — Genebra, 15 de maio de 1972) foi um velejador suíço, medalhista olímpico. Ele competiu nos Jogos Olímpicos de Verão de 1968 na classe 5.5 Metre e conquistou a medalha de prata, ao lado de Bernard Dunand e Marcel Stern.
Ele também navegou no France na Copa América de 1970. Além disso, Noverraz também foi piloto de automobilismo, na Bugattis (1º Grande Prêmio de Berna) na Fórmula 1 em 1949. No dia a dia, Noverraz trabalhava como arquiteto e era considerado um excelente jogador de bilhar.